# Bataille de Manzikert (1054)
Guerres turco-byzantines
Batailles
- Kapetrou
- 1re Manzikert
- Césarée
- Iconium
- 2e Manzikert
- Campagnes seldjoukides en mer Égée
- 2e Nicée
- 3e Nicée (en)
- Philomélion
- Campagnes de Jean II Comnène
- Laodicée
- Shaizar
- Myriokephalon
- Hyelion et Leimocheir
- Cotyaeum
- Trébizonde
- Antalya
- Antioche du Méandre

Le siège de Manzikert en 1054 est une défense réussie de la ville de Manzikert par les forces byzantines sous le commandement de Basile Apokapès face aux Turcs seldjoukides sous les ordres du sultan Toghrul-Beg.

## Siège
Toghrul-Beg assiège Manzikert pendant trente jours en utilisant toutes sortes de machines de siège, mais la ville résiste. Un récit historique cite la défense réussie contre l'utilisation par les Turcs de tortues de type léger, ainsi que les abris mobiles protégeant les hommes et les armes de siège des tirs de missiles. Basile aurait stocké de grandes poutres aiguisées, qui sont lancées sur les tortues qui avancent, depuis le haut des murailles, les renversant au passage. La ville elle-même réussit à résister à l'assaut grâce à sa triple muraille et à son accès à l'eau de source.
Dix-sept ans plus tard, les Turcs ont plus de succès contre Romain IV Diogène, sous les ordres d'Alp Arslan, au même endroit, la ville tombant sous leur contrôle, à la suite de la célèbre défaite byzantine de 1071.